# Древо жизни (фильм)
«Дре́во жи́зни» (англ. The Tree of Life) — американский эпический экспериментальный драматический фильм о взрослении режиссёра и сценариста Терренса Малика, вышедший на экраны в 2011 году. Планировалось, что фильм войдёт в конкурсную программу Каннского кинофестиваля 2010 года, но Малик не успел его закончить в срок. Премьера состоялась на Каннском фестивале 2011 года, где картина была удостоена «Золотой пальмовой ветви». В США лента вышла в прокат 26 мая 2011 года, в России — 9 июня 2011 года.

## Сюжет
История начинается со смерти ребёнка, с которой тяжело смириться и матери, и отцу, и брату. Каждый из них обращается с вопросами к богу, ответить на которые может лишь он сам.
Взрослый Джек чувствует себя лишним в этом мире и пытается найти ответы в воспоминаниях о прошлом.
Джек — одиннадцатилетний мальчик и наблюдает этот мир с чистотой и непосредственностью взрослеющего ребёнка. Мать учит сына добру и бескорыстной любви, а также является глубоко верующей, отец же настаивает на первичности своих интересов в этой жизни. Родители Джека разные люди, и каждый хочет донести до сына своё понимание места в этой жизни.
После закрытия завода, отец становится мягче и признаётся сыну, что лишь хотел закалить его характер, поэтому постоянно придирался к нему. Деньги у семьи заканчиваются, из-за чего они вынуждены покинуть свой дом.

## В ролях
| Актёр            | Роль             |
| ---------------- | ---------------- |
| Брэд Питт        | мистер О’Брайен  |
| Шон Пенн         | Джек             |
| Джессика Честейн | миссис О’Брайен  |
| Хантер МакКракен | Джек в детстве   |
| Ларами Эпплер    | Р. Л.            |
| Тай Шеридан      | Стив             |
| Фиона Шоу        | бабушка          |
| Джессика Фуселье | гид              |
| Николас Гонда    | мистер Рейнольдс |
| Уилл Уоллес      | архитектор       |
| Келли Кунс       | отец Хейнс       |
| Ирен Бедард      | посланница       |

## Производство
После четырёх месяцев съёмок «Древа жизни», когда эти детишки вернулись к своей настоящей матери, у меня началась истерика. Я как будто снова осталась одна.
Впервые о проекте Малик заговорил в конце 70-х — тогда лента была известна, как «Q». Проект был заброшен, но некоторые идеи вошли в «Древо жизни». В 2006 году началось производство картины с участием Колина Фаррелла и Мела Гибсона, но позже оно было приостановлен. В октябре 2007 переговоры вели Шон Пенн и Хит Леджер. В декабре Пенн был утверждён на роль, а Леджер ушёл из жизни в 2008 году, в связи с чем на его роль рассматривался Брэд Питт.
Съёмки фильма проходили в 2008 году в городе Смитвилл, штат Техас.

## Критика
На премьере в Каннах фильм был освистан, что, впрочем, не помешало ему получить главную награду — Золотую пальмовую ветвь и высокие оценки кинокритиков. На Rotten Tomatoes 85 % рецензий являются положительными. На Metacritic картина получила 85 баллов из 100 на основе 43 обзоров. Кинокритик Роджер Эберт дал фильму высшую оценку — 4 звезды. Антон Долин (Газета. Ru) характеризовал ленту, с одной стороны, как «роман воспитания», проводя определённые параллели с сэлинджеровским «Над пропастью во ржи», а с другой — как «кино о сотворении мира и его грядущей гибели». «Сумасшедшие», по словам критика, спецэффекты, формирующие впечатляющий визуальный ряд картины, сопровождаются закадровым голосом, потоком сознания или даже «ментальным радио». Олег Зинцов из «Ведомостей» описывал фильм как симфонию, состоящую из ряда частей, вложенных друг в друга по принципу матрёшки, а Роман Волобуев из «Афиши», поставив «Древу жизни» высшую оценку, подчеркнул флегматичность и уверенность режиссёра, выступившего в жанре «исчерпывающего фильма об устройстве вселенной».
Но у фильма нашлись и противники. Весьма скептически воспринял новую работу Малика Дж. Хоберман, осудивший его за претенциозную высокопарность на грани китча. По его словам, фильм отключает рассудок и притупляет чувства (disengages the mind, even as it dulls the senses). Андрею Плахову лента напомнила «не столько даже о помпезном Голливуде, сколько о худших традициях советского „высокодуховного“ пафоса».
Майкл Аткинсон, ранее с восторгом принимавший все работы Малика, не нашёл в «Древе жизни» нового для режиссёра киноязыка. С точки зрения критика, погружаясь в автобиографическую стихию, режиссёр упивается мельчайшими подробностями собственного детства, увязывая их с событиями планетарного масштаба, в убеждённости, что «солнце освещает вселенную из его задницы». По мнению Аткинсона, фильм Малика демонстрирует, что режиссёр не знает ничего, кроме детского преклонения перед своей заботливой матерью и печального презрения к своему отцу; это не всеохватывающий взгляд взрослого на своё детство (как у Алексея Германа в «Хрусталёв, машину!»), а мечтательные чувства ребёнка, застрявшего в довольно обычном семейном конфликте.

## Награды и номинации
- 2012 — три номинации на премию «Оскар»: лучший фильм (Сара Грин, Билл Полад, Деде Гарднер, Грант Хилл), лучший режиссёр (Терренс Малик), лучшая операторская работа (Эммануэль Любецки)
- 2012 — премия «Выбор критиков» за лучшую операторскую работу (Эммануэль Любецки), а также четыре номинации: лучший фильм, лучшая работа художника-постановщика (Джек Фиск, Дэвид Крэнк), лучшие визуальные эффекты, лучший звук
- 2011 — две премии «Спутник»: лучшая женская роль второго плана (Джессика Честейн), лучший оригинальный сценарий (Терренс Малик), а также две номинации: лучшая операторская работа (Эммануэль Любецки), лучший звук (Джон Притчетт)
- 2011 — попадание в десятку лучших фильмов года по версии Национального совета кинокритиков США
- 2011 — Золотая пальмовая ветвь Каннского кинофестиваля (Терренс Малик)